# Anthracoceros
Anthracoceros is een geslacht van vogels uit de familie van de neushoornvogels (Bucerotidae).

## Soorten
Het geslacht kent de volgende soorten:
- Anthracoceros albirostris – Bonte neushoornvogel
- Anthracoceros coronatus – Malabarneushoornvogel
- Anthracoceros malayanus – Zwarte neushoornvogel
- Anthracoceros marchei – Palawanneushoornvogel
- Anthracoceros montani – Sulu-neushoornvogel